# Milena Koubková
Milena Koubková je česká filmová architektka a scénografka. Podílela se na produkci českých i zahraničních filmů jako např. Blade 2 (2002), Babylon A.D. (2008), Jumper (2008), Borgia (2011), Borg/McEnroe (2017), Margrete – královna severu (2021), Na západní frontě klid (2022).

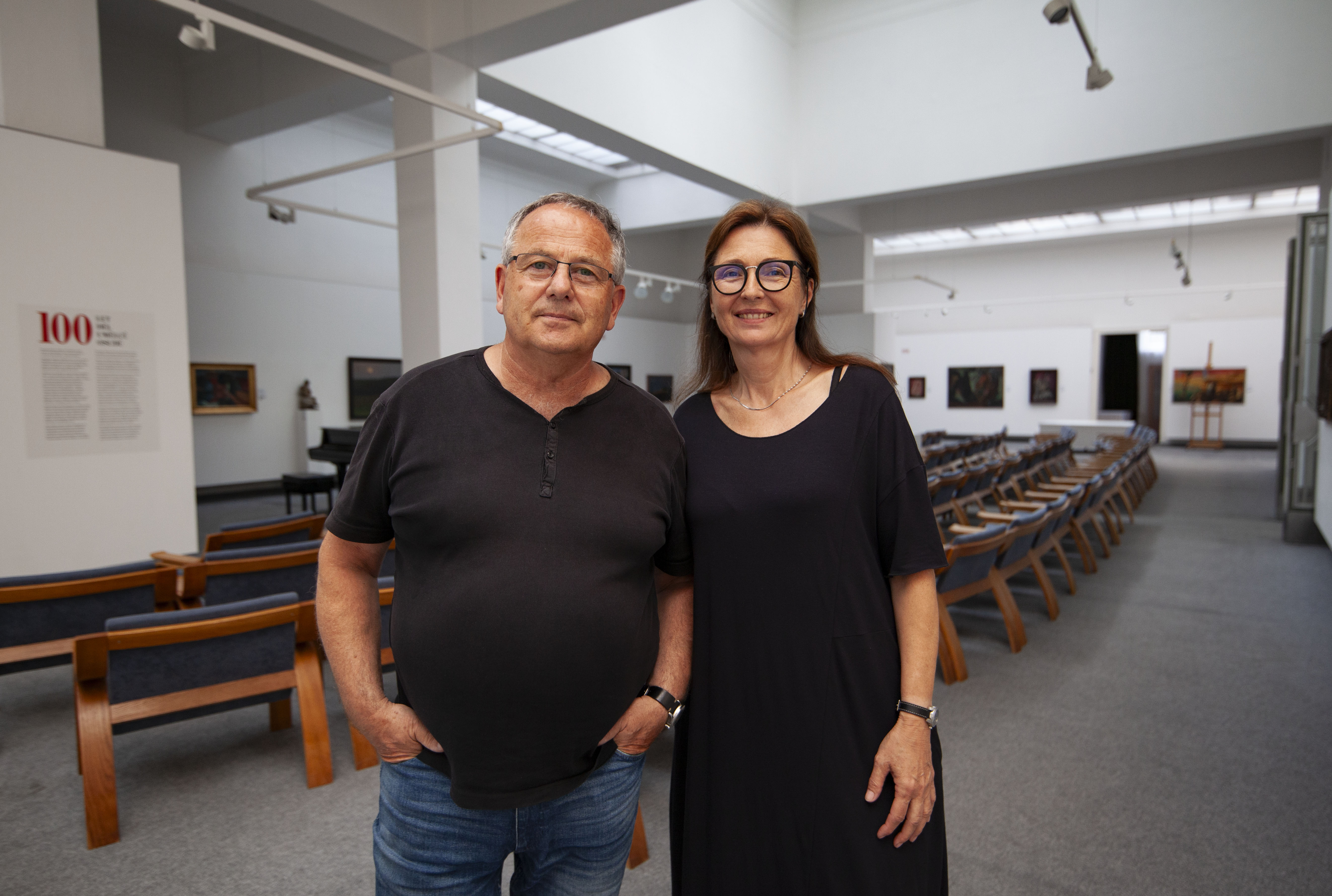
Milena Koubková a Jindřich Kočí (2023)

## Práce

### Výstavy
- 2023 – Barrandov Studio: 90 let od první klapky, Galerie umění Karlovy Vary[4]